# یواس‌اس ام-۱ (اس‌اس-۴۷)
یواس‌اس ام-۱ (اس‌اس-۴۷) (به انگلیسی: USS M-1 (SS-47)) یک زیردریایی بود که طول آن ۱۹۶ فوت ۳ اینچ (۵۹٫۸۲ متر) بود. این زیردریایی در سال ۱۹۱۵ ساخته شد.